# Comuna Morske, Sudak
Morske (în ucraineană Морське) este o comună în orașul regional Sudak, Republica Autonomă Crimeea, Ucraina, formată din satele Hromivka și Morske (reședința).

## Demografie
Componența lingvistică a comunei Morske
     Rusă (70,28%)
     Tătară crimeeană (20,47%)
     Ucraineană (6,69%)
     Alte limbi (0,41%)
Conform recensământului din 2001, majoritatea populației comunei Morske era vorbitoare de rusă (70,28%), existând în minoritate și vorbitori de tătară crimeeană (20,47%) și ucraineană (6,69%).